# محمد عمرون
محمد سيف الدين عمرون (مواليد 25 مايو 1983 في قسنطينة) هو لاعب كرة قدم جزائري.

## مهنة النادي
في عام 2003، بدأ عمرون مسيرته المهنية مع نادي مسقط رأسه شباب قسنطينة. في عام 2005 انضم شباب بلوزداد.

### نادي مونز
في يوليو 2007، ذهب عمرون لخوض التجربة مع النادي البلجيكي زولته فاريجيم. ومع ذلك بعد يومين وقع عقدا لمدة أربع سنوات مع نادي بلجيكي آخر نادي مونز. في 12 أغسطس 2008، ظهر لأول مرة للنادي كبديل في الدقيقة 78 في مباراة في الدوري ضد سريع ميشيلين. في 5 يناير 2009 ، غادر عمرون النادي بعد موافقته على فسخ عقده بالتراضي لقد ظهر مرة واحدة فقط خلال فترة وجوده مع النادي، بعد فشله في التعافي بشكل صحيح من إصابته.
في 17 يناير 2009، ذهب عمرون لخوض التجربة مع نادي نافال البرتغالي. في يوليو 2009 ، أجرى عمرون تجربة في نادي ترواالفرنسي الذي يلعب في الدوري الفرنسي الدرجة الثالثة.
في 24 مارس 2007 ، ظهر عمروون لأول مرة مع المنتخب الجزائري في مباراة تأهيلية لكأس إفريقيا للأمم 2008 ضد الرأس الأخضر. بدأ عمرون المباراة على مقاعد البدلاء وعوض عامر بوعزة في الدقيقة 88 لتفوز الجزائر بالمباراة بنتيجة 2-0.

## روابط خارجية
- محمد عمرون على موقع قاعدة بيانات كرة القدم.إي يو (الإنجليزية)
- محمد عمرون على موقع ناشيونال فوتبول تيمز (الإنجليزية)
- محمد عمرون على موقع Soccerway.com (الإنجليزية)